# Коце Бондиков
 Коце (Кочо) П. Бондиков е български търговец.

## Биография
Коце Бондиков е роден в 1878 година във Велес, тогава в Османската империя, днес в Северна Македония. При избухването на Балканската война в 1912 година е доброволец в Македоно-одринското опълчение, в 3 рота на 4 битолска дружина. Награден е с орден „За храброст“. 
Преселва се в Красно село. Член-основател е на Красноселската популярна банка. Почива в София.